# مینو (خرم‌آباد)
مینو یا مینو علیا،  روستایی در ایران است که در بخش پاپی شهرستان خرم‌آباد در استان لرستان واقع شده‌است.

## جمعیت
این روستا در دهستان کشور قرار دارد و براساس سرشماری مرکز آمار ایران در سال ۱۳۸۵، جمعیت آن ۶۳ نفر (۱۲ خانوار) بوده‌است.